# Arnsjön
Arnsjön är en sjö i Torsby kommun i Värmland och ingår i Göta älvs huvudavrinningsområde. Sjön är 16,6 meter djup, har en yta på 0,405 kvadratkilometer och är belägen 352,1 meter över havet. Sjön avvattnas av vattendraget Lillån. Vid provfiske har abborre och gädda fångats i sjön.

## Delavrinningsområde
Arnsjön ingår i det delavrinningsområde (669196-132395) som SMHI kallar för Ovan 669163-132528. Medelhöjden är 376 meter över havet och ytan är 4,41 kvadratkilometer. Det finns inga avrinningsområden uppströms utan avrinningsområdet är högsta punkten. Lillån som avvattnar avrinningsområdet har biflödesordning 4, vilket innebär att vattnet flödar genom totalt 4 vattendrag innan det når havet efter 389 kilometer. Avrinningsområdet består mestadels av skog (75 procent) och sankmarker (13 procent). Avrinningsområdet har 0,41 kvadratkilometer vattenytor vilket ger det en sjöprocent på 9,2 procent.